# ألان ماكديرموت
ألان ماكديرموت (بالإنجليزية: Alan McDermott)‏ (22 يناير 1982 في جمهورية أيرلندا - ) هو لاعب كرة قدم أيرلندي في مركز الدفاع. شارك مع منتخب جمهورية أيرلندا تحت 17 سنة لكرة القدم. أما مع النوادي، فقد لعب مع مانشستر يونايتد ونادي دوندالك ونادي شيلبورن وهاميلتون أكاديميكال وKildare County F.C. ‏ ونادي اربوراث وNewry City F.C. ‏ ونادي آير يونايتد.

## وصلات خارجية
- ألان ماكديرموت على موقع قاعدة بيانات كرة القدم.إي يو (الإنجليزية)
- ألان ماكديرموت على موقع Soccerbase.com (لاعب) (الإنجليزية)